# Clubiona silvestris
Clubiona silvestris este o specie de păianjeni din genul Clubiona, familia Clubionidae, descrisă de Deeleman-reinhold în anul 2001. Conform Catalogue of Life specia Clubiona silvestris nu are subspecii cunoscute.